# يوناس بيوركمان
يوناس بيوركمان (بالسويدية: Jonas Björkman)‏ لاعب تنس سابق من السويد. يعمل حالياً كمدرب.

## وصلات خارجية
- يوناس بيوركمان على موقع رابطة محترفي التنس (الإنجليزية)
- يوناس بيوركمان على موقع الاتحاد الدولي لكرة المضرب (الإنجليزية)
- يوناس بيوركمان على موقع كأس ديفيز (الإنجليزية)
- يوناس بيوركمان على موقع خلاصة التنس.كوم (الإنجليزية)
- يوناس بيوركمان على موقع أوليمبيديا (الإنجليزية)
- يوناس بيوركمان على موقع اللجنة الأولمبية السويدية (السويدية)

- الموقع الرسمي للاعب
- معلومات عن اللاعب